# GCompris

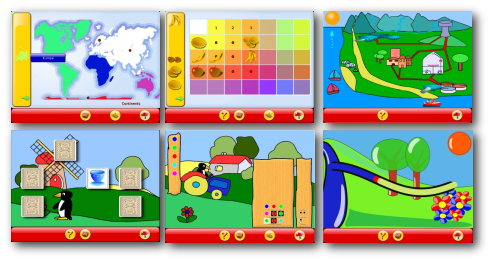

GCompris – program edukacyjny dla dzieci od lat 2 do 10. Zawiera około 100 różnych ćwiczeń:
Odkrywanie komputera: klawiatura, myszka, ćwiczenia ruchowe z myszką
Algebra: ćwiczenia pamięci, liczby, lustrzane obrazy
Nauka: obsługa śluzy, cykl wodny, łódź podwodna, ćwiczenia elektryczne
Geografia: rozmieszczenie krajów na mapie
Gry: szachy, pamięć, połącz 4, oware, sudoku
Czytanie: praktyka czytania
Inne:: nauka odczytywania zegarka, puzzle, rysowanie
GCompris jest dostępny dla GNU/Linux, OS X, Windows i innych systemów. Program rozprowadzany jest na licencji GNU GPL. Został również w większości przetłumaczony na język polski.
Wersja dla Windows nie jest pełna, posiada około 15 z 50 możliwych ćwiczeń, oraz możliwość dokupienia pozostałych (tzw. crippleware), pozostałe wersje rozprowadzane są bez ograniczeń i posiadają już około 80 ćwiczeń. Zgodnie z deklaracjami autora ma to między innymi zachęcić do używania wolnego oprogramowania np. którejś z dystrybucji Linuksa. Dostępne są płyty samouruchamialne z Linuksem i pełną wersją GCompris.
Pierwsza wersja programu pojawiła się 2000 roku i zawierała 2 ćwiczenia, obecnie program posiada ich ponad 80, został przetłumaczony na blisko 50 języków, jest jedynym tak rozwiniętym pakietem edukacyjnym wydanym na wolnej licencji. 